# Jan van Boisschot
Jan Baptist van Boisschot (Oosterhout, 1527/1528 - Antwerpen, 18 oktober 1580) was een Zuid-Nederlands jurist. Hij was advocaat-fiscaal in de Raad van Brabant en lid van de Geheime Raad onder Filips II.

## Loopbaan
Boisschot vatte in 1542 rechtenstudies aan in Leuven. Hij werd advocaat aan de Raad van Brabant en nam onder meer in 1568 de verdediging van graaf Lamoraal van Egmont waar voor de Raad van Beroerte. De onthoofding kon hij niet vermijden. In 1565 was hij pensionaris van de stad Brussel geworden, en in 1569 verkreeg hij de functies van rekestmeester en advocaat-fiscaal in de Raad van Brabant. Vier jaar later maakte Alva hem lid van de Geheime Raad, maar de bevestiging door koning Filips II bleef uit. In 1574-1575 verbleef hij meerdere malen in Engeland voor handelsmissies bij koningin Elisabeth, met goed resultaat. Hij werd de rechterhand van Christoffel d'Assonleville in de Raad van State. 
Toen de anti-Spaanse gevoelens in de zomer van 1576 hoog opliepen en op 4 september een coup werd gepleegd tegen deze Raad, was Boisschot een van degenen die afzonderlijk werden opgepakt. In maart 1577 werd hij uiteindelijk vrijgelaten. Hij bleef desondanks in Brussel en werd er na de woordbreuk van Don Juan in juli van dat jaar opnieuw vastgezet. Drie jaar later stierf hij van pijn en verdriet in een Antwerpse cel.

## Huwelijk
Boisschot trouwde in 1557 met Catharina van den Troncke, dochter van een vermogende lakenhandelaar uit Antwerpen. Van hun negen kinderen is de baron en kanselier Ferdinand van Boisschot het bekendste.